# Smithville (Tennessee)
Smithville é uma cidade localizada no estado norte-americano de Tennessee, no Condado de DeKalb.

## Demografia
Segundo o censo norte-americano de 2000, a sua população era de 3994 habitantes.
Em 2006, foi estimada uma população de 4198, um aumento de 204 (5.1%).

## Geografia
De acordo com o United States Census Bureau tem uma área de
15,2 km², dos quais 15,2 km² cobertos por terra e 0,0 km² cobertos por água. Smithville localiza-se a aproximadamente 320 m acima do nível do mar.

## Localidades na vizinhança
O diagrama seguinte representa as localidades num raio de 28 km ao redor de Smithville.